# 上月司
上月 司（こうづき つかさ、男性）は、日本のライトノベル作家。 2004年3月にアミューズメントメディア総合学院東京校ノベルス学科卒業。代表作に『れでぃ×ばと!』シリーズがある。

## 略歴
2003年、『不思議なバイトと宇宙人』で第4回電撃hp短編小説賞の最終選考を通過、2004年に電撃文庫から「カレとカノジョと召喚魔法」で小説家活動を開始する。

## 作品
電撃文庫
- カレとカノジョと召喚魔法 - 全6巻（2004年 - 2006年）
- れでぃ×ばと! - 全13巻（2006年 - 2012年）
- レイヤード・サマー - 全1巻（2011年）
- らぶなどーる! - 全3巻（2012年 - 2013年）
- アイドル≒ヴァンパイア - 全2巻（2013年 - 2014年）
- 堕天のシレン - 全3巻（2015年1月 - 2016年4月）
- だれがエルフのお嫁さま? - 全2巻（2017年1月 - 2017年9月）
- 黒の英雄と駆け出し少女騎士隊 - 既刊1巻（2018年9月 - ）
- 世界征服系妹 - 既刊2巻（2020年9月 - ）
- 隣のゴリラに恋してる - （2025年3月）